# Luigi Sanseverino
Luigi Sanseverino (Napoli, 21 giugno 1950) è un allenatore di calcio ed ex calciatore italiano, di ruolo ala.

## Caratteristiche tecniche

### Giocatore
Era un'ala sinistra molto veloce, nonché dall'efficace tiro.

## Carriera

Sanseverino (a destra), capitano del Monza, saluta lo juventino Furino nell'estate del 1976, prima di un incontro della Coppa Italia.

Ha iniziato a giocare a Napoli, nella Juve Saffa, nella stagione 1966-1967. A luglio viene acquistato dalla V. Vesuvio dell'Avv. Cirillo e del duo tecnico Criscuolo-Romagnoli, ma già nell'ottobre dello stesso anno viene ceduto al Chieti di Oscar Montez, in Serie C, dove riesce a disputare 6 partite. Si afferma nell'annata successiva, tanto che viene acquistato per 14 milioni dal Mantova di Gustavo Giagnoni, debuttando in Serie B: in quel campionato 1969-1970 mette in mostra le sue doti, tanto da essere convocato nella Nazionale "Under-21 di Serie B" e finire nel mirino delle big del calcio italiano.
La spunta la Roma di Helenio Herrera, ma con il mago non c'è feeling per cui nella sessione autunnale di calciomercato, senza aver accumulato presenze nel campionato di Serie A, viene ceduto al Pisa, fra i cadetti. Rientra nella capitale a fine stagione, per essere ancora girato al Monza, dove stavolta rimane per quasi tutti gli anni settanta, svolgendo di fatto tutta la sua carriera tra Serie C e B, e sfiorando in un'occasione la promozione in massima categoria. Con 62 reti realizzate in incontri di campionato è il terzo marcatore di sempre nella storia dei brianzoli, alle spalle di Giovanni Arosio e del primatista Bruno Dazzi.
Complessivamente ha disputato cinque campionati di Serie B con le maglie di Mantova, Pisa e Monza, per complessive 137 presenze e 21 reti, e tre campionati di C, con Monza e Novara. Ritiratosi dal calcio professionistico per un serio infortunio, ha giocato per diversi anni nel Bagnolo San Vito, nelle serie minori del mantovano. In seguito intraprende la carriera di allenatore, guidando per diversi anni le squadre giovanili del Mantova, del S. Pio X, del Bagnolo San Vito, del Borgovilla e del Virgilio. Nel 2017 Sanseverino ha raccolto le sue memorie in un libro, intitolato A volte il pallone è quadrato.

## Palmarès

### Giocatore

#### Competizioni nazionali
- Coppa Italia Semiprofessionisti: 2

Monza: 1973-1974, 1974-1975
- Campionato italiano Serie C: 1

Monza: 1975-1976 (girone A)

#### Competizioni internazionali
- Coppa Anglo-Italiana: 1

Monza: 1976